# Chonrad Stoeckhlin und die Nachtschar. Eine Geschichte aus der frühen Neuzeit
Chonrad Stoeckhlin und die Nachtschar. Eine Geschichte aus der frühen Neuzeit ist eine mikrohistorische Studie von Wolfgang Behringer. Sie wurde 1994 im Piper Verlag mit Sitz in München veröffentlicht. Die englische Übersetzung von H. C. Erik Midelfort wurde 1998 von der University of Virginia Press in Charlottesville publiziert. Außerdem wurde das Buch 2018 im Argo Verlag in tschechischer Sprache herausgebracht.
Das Buch handelt vom Oberstdorfer Rosshirten Chonrad Stoecklin (1549–1587), der wegen Hexerei angeklagt und 1587 hingerichtet wurde. Seine in den Strafprozessakten enthaltenen Aussagen, die dem Werk zugrunde liegen, lösten eine Hexenverfolgung im Allgäu aus.

## Erkenntnisinteresse und Vorgehen
Wolfgang Behringer analysiert in seiner mikrohistorischen Studie den Fall des Rosshirten Chonrad Stoeckhlin. Ausgehend vom zentralen Mythos der Nachtschar erschließt Behringer die damit verbundene (religiöse) Vorstellungswelt des bäuerlichen Milieus des 16. Jahrhunderts.
Als Quellengrundlage diente Wolfgang Behringer die Prozessakte (und im Speziellen die darin enthaltenen Verhörprotokolle) des Falles Chonrad Stoeckhlin, der 1586 von der Hochstiftregierung Augsburg wegen Hexerei angeklagt und hingerichtet wurde. Die Akte mit den Protokollen befinden sich im Staatsarchiv Augsburg (ehemals Hauptstaatsarchiv München), Hochstift Augsburg.

## Inhalt

### Chonrad Stoeckhlin
Chonrad Stoeckhlin, moderne Schreibweise Konrad Stöcklin, wurde 1549 in Oberstdorf geboren. Mit 18 Jahren übernahm Stoeckhlin die Herde seines Vaters, da dieser erblindete. Mit 22 Jahren, nachdem die Mutter im Hungerjahr 1571 verstorben war, übernahm er das Elternhaus, worin er mit seiner Frau Anna Berchtoldin und den beiden gemeinsamen Kindern lebte.
Während eines Gesprächs zwischen Stoeckhlin und seinem Freund Jacob Walch schlossen die beiden einen Pakt: Derjenige von ihnen, der zuerst das Zeitliche segne, solle dem anderen erscheinen, um ihm zu berichten, wie es im Jenseits aussähe. Acht Tage nach diesem Versprechen starb Jacob Walch überraschend. Bald darauf erschien er seinem Freund. Auf dessen Empfehlung hin unterzog sich Stoeckhlin einem Lebenswandel, und ein Jahr später nahm ihn ein Engel regelmäßig im Zustand einer Ohnmacht auf Reisen (oder Fahrten) mit.

### Mythen
Chonrad bezeichnete diese Fahrten mit Nachtschar. Der Begriff fällt damit im Jahr 1586 mit Abstand am Frühsten. Behringer leitet hier zu den damit im Zusammenhang stehenden Mythen und Vorstellungen über. So lässt sich eine Verbindung zum Mythos des Totenvolks ziehen, mit der Unterscheidung, dass die Nachtschar fröhlich, mit Tanz und wunderbarer Musik, vonstattenging. Er geht näher auf die Notationen Nachtvolk und Wütendes Heer (Wuotas), Wilde Jagd, Geisterheer und Hexentanz ein und berichtet über Bestandteile und Verbindungen wie die überirdisch schöne Musik und die Geschichten vom Knochenwunder.

### Nachtschar
Chonrad betätigte sich nach seinem Lebenswandel als Heiler und Hexenfinder. In den Fahrten erfuhr er jeweils die Namen der Hexen und wie er mit ihnen verfahren und vorgehen solle. Hier wird eingeschoben, dass die Tätigkeit eines witch doctors im kanonischen Recht des Spätmittelalters aufs Höchste verurteilt wurde. Auch der Hexenhammer teilt diese Ansicht. Hingegen sah das römische Recht darin weiße Magie und kein todeswürdiges Verbrechen.
Nach einer Reihe von Schadensfällen im Ort beschuldigt Chonrad die sechzigjährige Anna Enzensbergerin der Hexerei. Mit schweren Folgen. Nicht nur die Enzensbergerin wurde inhaftiert, auch Stoeckhlin wurde abgeführt. Die Hochstiftregierung wollte Chonrads Anschuldigung nachgehen. In den Verhören erwähnte Chonrad die Nachtschar, und die Hochstiftregierung erfuhr so, auf welcher Grundlage Chonrad seinen Verdacht gestützt hatte. Die Nachtschar wurde zentraler Gegenstand der Befragung. Nach mehreren Monaten gestand Chonrad im Dezember 1586, nach vorausgegangener Tortur, die er beinahe nicht überlebte, alle ihm zur Last gelegten Taten. Am 23. Januar 1587 wurde er verbrannt.

### Hexenverfolgung in Oberstdorf
Chonrad nannte in den Verhören weitere Namen angeblicher Hexen. Die dadurch in Haft genommenen Hexen legten unter schwerster Folter Geständnisse ab und gaben Namen anderer Hexen bekannt, was zu weiteren Inhaftierungen, Geständnissen und Denunziationen führte. Behringer bringt hier zum Ausdruck, dass die Hexenverfolgung in Oberstdorf durch Stoeckhlin in Gang gebracht worden sei und als Initialzündung für weitere Verfolgungen angesehen werden muss. Die Stadt Dillingen habe im Juli 1587 vergeblich versucht, der Hexenpanik mit einem Verbot der Hexenschelte entgegenzuwirken. Wolfgang Behringer konnte aber aus dem Hofratsprotokoll – das vermutlich wegen der Wichtigkeit der Materie akribischer als sonst geführt worden war – entnehmen, dass beim Oberstdorfer Hexenprozess ca. 25 Menschen durch Feuer hingerichtet worden oder an der Tortur im Gefängnis gestorben waren. Die Quellen versagen für das Jahr 1588; der Grund dafür ist nicht bekannt. Offenbar endeten die Hexenprozesse 1588, da in den Protokollen von 1589 nur noch von den Nachlassfragen der in Rettenberg Hingerichteten die Rede ist. Letztmals ist eine Verfolgung im Jahre 1592 in Rettenberg-Sonthofen zu verzeichnen. Erst die Pest im selben Jahr konnte der Verfolgung den Riegel schieben. Im Zentrum der Verfolgungswelle stand Bischof Marquard II. vom Berg. Mit dem Prozess gegen Chonrad Stoeckhlin als Auftakt kann ihm Pfleggericht Oberdorf (heute Marktoberdorf) die größte Verfolgung mit den meisten Opfern (68) zwischen Donau und Alpen zugeschrieben werden. Fast ironisch wirkt die Tatsache, dass von den Verbrannten 95 Prozent Frauen waren, das erste Opfer aber, Chonrad Stoeckhlin, ein Mann.

### Bricolage
Behringer geht der Frage nach, wie Stoeckhlin zu seiner Geschichte mit der Nachtschar kam. Geschichten, die man sich damals erzählte, waren gelebte zeitgenössische Wirklichkeiten, praktiziertes Wissen, das aktualisiert wurde. Sie waren in der vorwiegend noch oralen Kultur Sagenstoffe und Erfahrungsberichte zugleich. Eine Vision entstand beispielsweise aus Materialien von Zeitungsausschnitten über Engelserscheinungen, Blutregen, Monstergeburten und dergleichen. Der französische Ethnologe Claude Lévi-Strauss bezeichnete derartige Praktiken intellektueller Bastelei als Bricolage. Dabei ordnet der bricoleur nach Lévi-Strauss mythische Wissensfragmente je nach Zweck neu an.
Woher hatte Stoeckhlin sein Material? Vorstellungen, wie sie der Rosshirte hatte, waren nördlich der Alpen unbekannt, erläutert Behringer. Der Hirte kam aber durch die eingewanderten Siedlungsbauern in Kontakt mit der Walser Kultur. Stoeckhlins Ehefrau war Walserin und der Freund Jacob Walch entstammte ebenso einem Walser-Geschlecht. Die Nachtschar und Nachtvolkvorstellung war unter den Walsern Vorarlbergs besonders ausgeprägt. Behringer denkt, dass Stoeckhlin die positiven Konnotationen von Nachtschar und Nachtvolk übernommen und sie mit für gläubige Menschen passablen Elementen (wie Bußleistungen) kombiniert haben musste. Dadurch verschaffte sich Stoeckhlin die nötige Legitimation innerhalb der magischen Volkskultur. Stoeckhlins Nachtschar ist eine geschickte Bricolage mit Verknüpfung zu zentralen Sagenstoffen der Volksüberlieferung.

## Rezeption
In einem schriftlichen Interview für zeitenblicke sagte Behringer im Jahr 2002 über sein Buch:
„Anders als bei der ‚Hexenverfolgung in Bayern‘ lagen übrigens die Dinge bei meiner Mikrostudie ‚Chonrad Stoeckhlin und die Nachtschar‘ (1994). Hier gab es in Deutschland zwar Rezensionen von Journalisten in der SZ, der FAZ, et cetera, aber nicht eine einzige Rezension in einer Fachzeitschrift. Seit der amerikanischen Übersetzung ‚Chonrad Stoeckhlin and the Phantoms of the Night‘ (1998) kann ich mich dagegen über fehlende Resonanz nicht mehr beklagen. Die Rezensionen kommen gerade, und sie sind enthusiastisch, weil wir ja bekanntlich noch nicht so viele lesbare Mikrogeschichten besitzen und bisher jede (Ginzburg, Davis, Sabean, Brown, Brucker, Roper) einen völlig anderen Aspekt vergangener Wirklichkeit beleuchtet.“

### Lob
Der britischen Historiker Peter Burke hat durchwegs positiv Kritik für das Buch. Es beleuchte lebendig und dramatisch das neuzeitliche Leben im ländlichen Deutschland in Einbezug des historischen Kontexts, von Folklore bis zur Gegenreformation.
Und Thomas A. Brady, Jr., University of California, Berkeley, meinte, dass es bezüglich Dokumentation, Ausgefeiltheit der Interpretation und Erzählung sogar besser als das berühmte Werk Der Käse und die Würmer von Carlo Ginzburg sei.
Oft wird Chonrad Stoeckhlin und die Nachtschar mit Carlo Ginzburgs Werken Hexensabbat oder Die Benandanti verglichen, mit dem es auch Überschneidungen gebe. Behringer versteife sich aber im Gegensatz zu Ginzburg nicht nur auf eine Interpretation, sondern ziehe auch andere Ursprünge in Betracht. Das zentrale Thema der mythischen Archäologie erinnere an Hexensabbat, Behringer sei sich aber der Fallstricke des Themas bewusst und suche nicht nach den hochhypothetischen Ursprüngen des Mythos vom Nachtvolk. Weiter werde Ginzburgs umstrittene These bezüglich der friaulischen Bauern und deren Darstellung im mythischen, paneuropäischen Bewusstsein in Behringers Werk modifiziert.
Behringers Untersuchung gebe wunderbare Einblicke in kulturelle Konstruktionen und Überzeugungen, findet Pamela H. Smith. Es sei eine faszinierende Studie über volkstümlichen Hexenglauben des späten 16. Jahrhunderts und verdiene eine weite Audienz, lobt Brian P. Levack. Es sei außerdem gut konstruiert und für ein breites Publikum, so auch für Laien, zugänglich, meint Georg Modestin.
Darüber hinaus wurde Chonrad Stoeckhlin und die Nachtschar vielfach in französischen, englischen und amerikanischen Publikationen über neuzeitliche Geschichte Europas, Hexen und deren Verfolgung sowie Volksglauben zur Sprache gebracht.
Günter Jerouschek meinte 2009:
„Ein auch aus strafrechtlicher Sicht bemerkenswertes opusculum hat der Frühneuzeit-Historiker Wolfgang Behringer (München/Bonn) mit seinem Buch ‚Conrad Stoeckhlin und die Nachtschar. Eine Geschichte aus der frühen Neuzeit‘ vorgelegt. Es ist – wie bei dem schriftstellerischen Talent des Autors nicht anders zu erwarten – stilistisch gediegen, manchmal auch suggestiv geschrieben und darüber hinaus so gelungen komponiert, daß es sich streckenweise spannend wie eine Novelle liest. Dementsprechend selten sind auch sprachliche Entgleisungen wie etwa ‚das Ludus‘.“

### Kritik
Eine kritische Anmerkung von Albrecht Burkardt folgt bezüglich der Verwendung volkstümlicher Materialien aus dem 19. und 20. Jahrhundert. So hätte Behringer anhand dieser Materialien den Glauben an das Nachtvolk rekonstruiert und widerspreche dabei seiner eigenen Hypothese insofern, als diese Überzeugungen in ihrer Gesamtheit erst in der Gegenwart gefunden wurden, aber gemäß Behringer Ende des 16. Jahrhunderts fast ausgerottet worden wären.
Trevor Johnson und Georg Modestin hätten sich noch weitere Ausführungen und Diskussionen über gewisse Aspekte (zum Beispiel über Leben und Tod) oder auf von Behringer erwähnte Probleme gewünscht, was allerdings auf das Format der Serie zurückzuführen sei.
Chonrad Stoeckhlin und die Nachtschar wird außerdem in der Schrift What is Microhistory? von Sigurður Gylfi Magnússon und István M. Szijártó diskutiert. Behringer versucht die Wurzel des Volksglaubens durch detaillierte Analyse des Lebens des Hirten Stoeckhlin zu enthüllen, so Szijártó. Die Beziehung Mikro-Untersuchung und Interesse an der großen historischen Frage – was die Mikrogeschichte schließlich auch ausmacht – berge aber die Problematik der Repräsentativität. Szijártó spielt auf die Repräsentativität des Falles Stoeckhlins an, inwiefern von dem einen Hirten auf das große Ganze geschlossen werden könne. Dabei denkt Szijártó insbesondere an die Bricolage des Hirten, die etwas sehr Individuelles darstelle und nur von Chonrad selber dargelegt werden könne.